# 水戸芸術館
1. ・ホール内観（客席から見たステージ）
2. ・ホール内観（ステージから見た客席）
3. ・エントランスホール全体像
4. ・ホワイエ 等

水戸芸術館（みとげいじゅつかん、英称：Art Tower Mito）は、1990年3月22日に開館した茨城県水戸市にある美術館・コンサートホール・劇場からなる現代芸術の複合文化施設。設計は建築家の磯崎新。運営は公益財団法人水戸市芸術振興財団。初代館長は音楽評論家の吉田秀和。吉田の後任として2013年4月1日に同館専属の水戸室内管弦楽団の音楽顧問である指揮者の小澤征爾が2代目館長として就任した。小澤征爾の後任として慶應義塾大学法学部教授で音楽評論家である片山杜秀が2024年11月に3代目館長として就任した。

## 概要
水戸市中心部に建つこの施設は、中心市街地活性化の意味も込めて、敷地狭隘のため移転した水戸市立五軒小学校の跡地に市制100周年記念施設として建設された。
発案者である当時の水戸市長：佐川一信が、文化による街興しを意図し力を入れたため、市の年間予算の1%（約9億円）を活動資金にする制度を日本で初めて導入した。建設費は103億5,584万円。
また美術・音楽・演劇の各部門には開館前から「芸術監督」が任命され、彼らが施設に必要・不必要な機能などを設計者と協議し、設計に反映させている。これら1%予算や芸術監督制度は、市長が変わったあとも引き続き続けられ、館の活動を支えている。その後、芸術監督制度については、美術部門・演劇部門での辞任（以後空席）、音楽部門畑中良輔の逝去に伴い、それぞれ企画運営委員会と財団による運営に移行している。
日本各地から観客を集めている。自主企画によって演奏や展示などの事業を行い、専属の劇団や楽団をもつソフト重視の運営形態が特色である。
2011年3月11日の東北地方太平洋沖地震（東日本大震災）では天井の一部やパイプオルガンなどが破損し、タワーの展望室にいた4人の観客は取り残され非常階段で避難した。地震後は点検などのため5月末までの休館を余儀なくされていた。
1989年に公共建築百選に選ばれ、1991年に第32回BSC賞、2015年に第15回日本建築家協会25年賞(JIA25年賞)を受賞している。

## 施設

### 広場とタワー

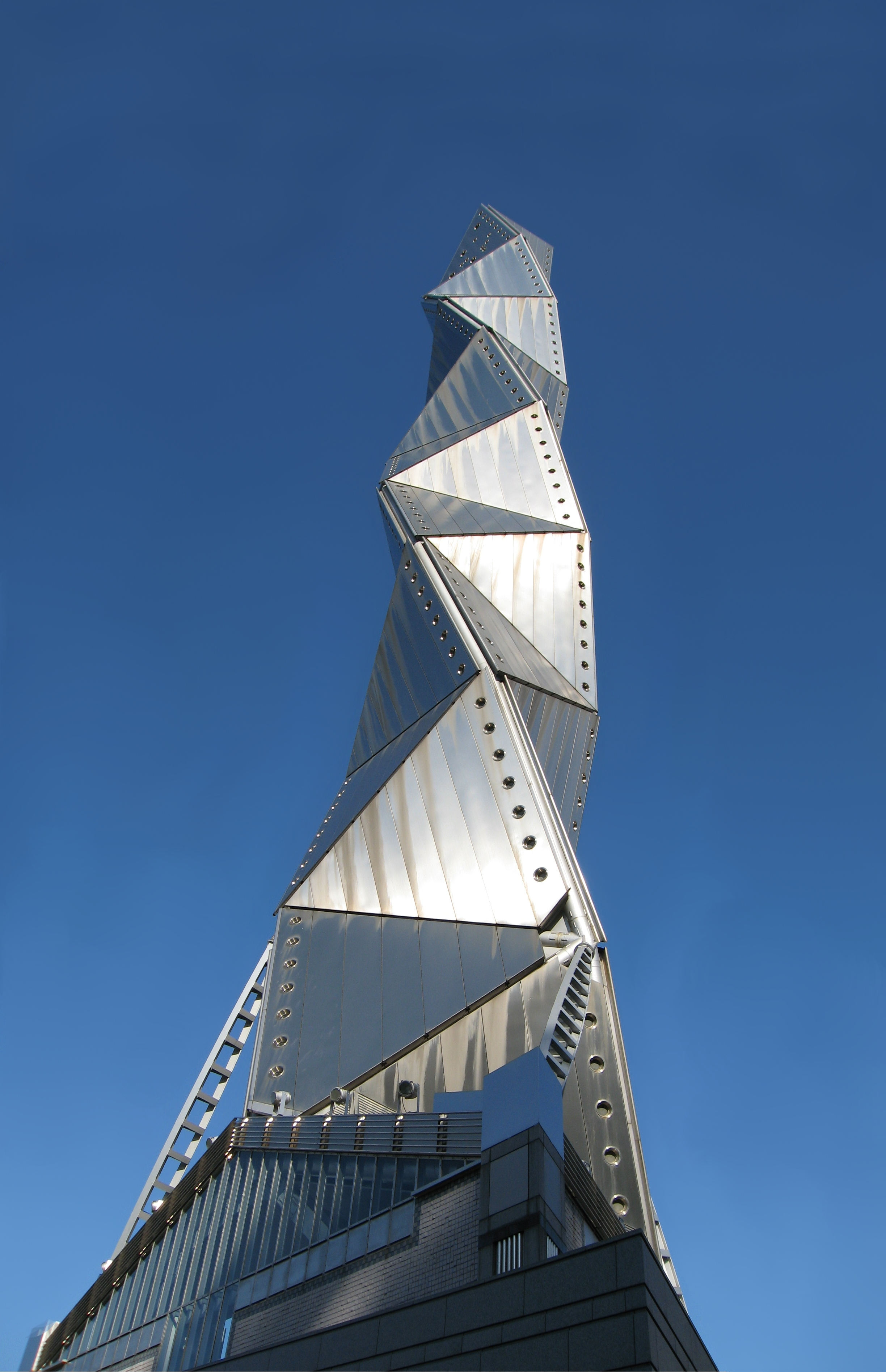
水戸芸術館のタワー

中央に大きな芝生広場と欅の木があり、通りに面しており、野外コンサートやフリーマーケットに使われている。この広場を各部門の建物が三方から回廊で取り囲む、古典主義的建築の手法に習った形状となっており、各建物は人間的なスケール感を醸し出せるよう分節されている。さらに、市制100周年を記念して企画された建物であることから、チタンの正三角形パネル（一辺9.6メートル・57枚）を組み合わせてらせん状に天に伸ばした高さ100メートルのシンボルタワー（アートタワー）がそびえており、地上86.4メートルの展望室から水戸市とその郊外を眺めることができる。また冬には市民の手でイルミネーションが行われる。この形状はDNAのらせん形状であり、同型のかたちが反復しながら無限に伸びてゆくのはブランクーシの『無限柱』に着想を得たものでもある。石などの素材に覆われ立方体・円柱・ピラミッドなど重力的に安定した形態をしている低層部の建物と、空へ伸びる銀色の高層のタワーとは対立的なデザインがなされている。
タワー建設に当たっては、当時の運輸省航空局から、『高さ60メートルを超える建築物は航空法に基づき、航空機等の衝突防止のために建物について紅白の塗り分け若しくは点滅灯の設置を行うなどの目立つ手段を執るよう』指導されたことを受け、芸術館スタッフはタワー完成直後に航空局職員を招いて「措置を執らなくても十分目立つ」として説得を行った。結果として「かなり目立つと判断したが、証拠となる数字が欲しい」との指摘がなされ、証拠のための写真撮影に奔走したという。

### エントランス

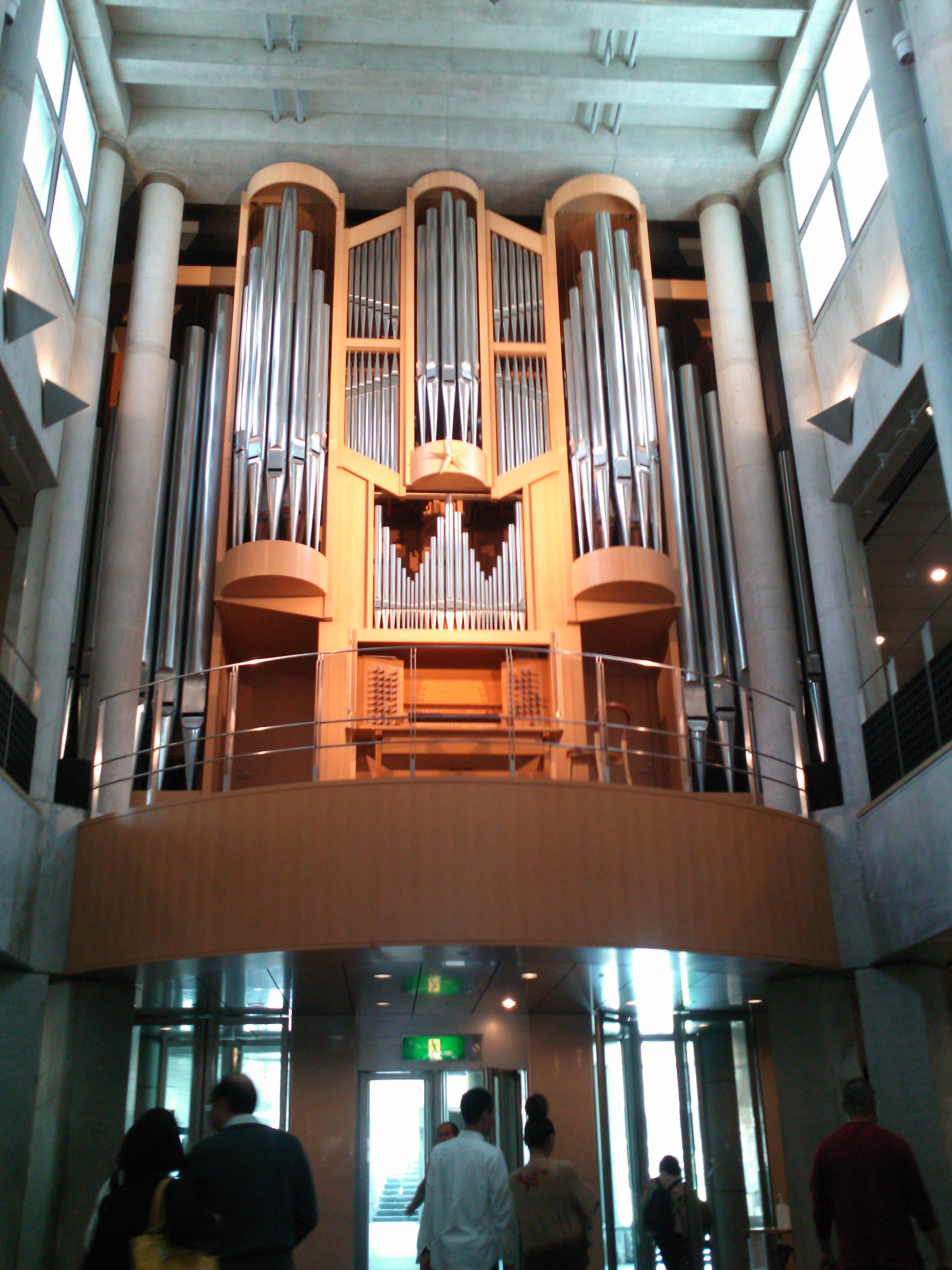
パイプオルガン

高さ11メートルの吹き抜けが建物を貫き、パイプオルガンが設置され、ここで単独でのコンサートも行われる。オルガンはあえてコンサートホールから出され、エントランスホールをオルガン・ホールとして音響もオルガンに特化させている。

### コンサートホールATM
クラシック音楽専用ホール。六角形のステージがあり、座席が取り巻いている。舞台背後にも座席があり、合唱隊のために使うこともできる。ホール天井は3本の大きな柱で支えられており、空間にアクセントを与えている。天井の音響反射板は可動式で、演奏する音楽の特性に合わせて最適な残響に変えることが可能。座席数620席から680席まで可変。
水戸室内管弦楽団・ATMアンサンブル・水戸カルテット・新ダヴィッド同盟という四つの専属室内楽団を持ち、その演奏がホールの活動の中心である。また市民演奏家・合唱団による演奏も時に行われる。これら専属楽団のなかでも、水戸室内管弦楽団は小澤征爾を音楽顧問として迎え、小澤自身ほか世界の気鋭の指揮者の指揮によるコンサートも随時行っていたこともあり、併せて上野駅から水戸駅までの117.5kmを特急利用で最速65分前後の乗車時間で結んでいる立地条件も手伝って、幅広く聴衆を集めている。

### ACM劇場
472席から636席まで、席数可変の劇場。舞台を囲むように円形に座席が配置され、さらに3階まで座席があるが、舞台の面積が大きいので最上階や最後方からでも舞台との距離は近い。また舞台は10分割してせり上がるようになっており、舞台を小さくして座席を多めにしたり、舞台を階段状にして演出意図に合わせることもできる。
演目は能、ダンス、演劇、映画上映など多彩である。小劇場劇団や能楽師を招いての新作などの企画をおこなうほか、水戸子供演劇アカデミー・水戸市民演劇学校といった子供や市民に対するワークショップ・本格的な演劇指導など市民に対する教育も行う。また、ACM（Acting Company Mito）という専属劇団を擁し、コンテンポラリー・ダンスや新作劇上演なども行っている。演劇部門芸術総監督は松本小四郎。

### 現代美術ギャラリー
美術ギャラリー。この部分のみを指して水戸芸術館現代美術センターともいう。合計9室の展示室を持ち、高い天井・明るい照明や外光・どんな作品でも受け入れることのできる主張の小さい白い壁面などが特徴。形状も回廊状の細長い空間やトップライトを持つ高い空間などさまざまである。壁に直接釘を打ったり絵を描いたりすることもできるなど使用方法は自由さを重視している。
企画は基本的に自主企画で、現代美術にほぼ特化している。作家の個展・グループ展や、作家を取り混ぜてテーマ性の濃い展覧会を行ってきた。特にクリスチャン・ボルタンスキーやジェームズ・タレルの個展、椹木野衣企画の「日本ゼロ年」展などは大きな反響を呼んだ。2005年は海洋堂の軌跡展、グラフィティ・アートの日本初の企画展など話題を呼ぶ企画も行っている。
また展示室9は「クリテリオム」というタイトルの、20歳代から30歳代前半の若手美術家を取り上げる個展シリーズを行い、多くの美術家を発掘して紹介している。
通常の美術館とは違い、企画展示に予算を集中しているため美術史の流れに沿った収集や、関連する作品をあわせて収蔵するような系統だったコレクション形成を図るような活動は行っておらず、企画する展覧会開催に必要な場合にのみ美術作品を収蔵している。

### その他
離れた場所に80名弱収容の円形会議室があり、これら各部門に関係した会議を行うことができる。またタワーの足元にはレストランがあり、披露宴などにも対応している。

## 交通
- 水戸駅（JR、鹿島臨海鉄道大洗鹿島線）徒歩20分
- 水戸駅北口からバス
  - 水戸市内循環「水戸芸術館前」下車
  - 茨大前方面などに乗車、「泉町一丁目」下車 徒歩2分（旧水戸京成百貨店裏側）
- 高速バス「みと号」東京駅八重洲南口より100分、「泉町一丁目」下車 徒歩2分 他

## 水戸市の他の文化・歴史施設
- 水戸市民会館
- 水戸城跡
- 弘道館
- 偕楽園
- 茨城県近代美術館
- 茨城県立歴史館
- 茨城県立県民文化センター